# A New Day...
A New Day... è un residency show di grande successo interpretato da Céline Dion nell'arena Colosseum presso il Caesars Palace di Las Vegas. Lo show è stato creato e diretto da Franco Dragone. Inizialmente il contratto di Céline Dion prevedeva 3 anni di show, ma in seguito è stato ampliato grazie al notevole successo con due anni aggiuntivi. Céline si è esibita in oltre 700 show, divisi in 5 anni di esibizioni. Lo show è stato rieseguito in seguito da Cher e Bette Midler's in The Showgirl Must Go On.

## Informazioni sullo show
L'idea originale per lo show è nata quando Céline e suo marito René Angélil visitarono Las Vegas nel 2000, nello stesso momento in cui lei pensava di metter su famiglia, guardando lo spettacolo O del Cirque du Soleil al Bellagio Hotel. La Dion è rimasta molto impressionata dallo show al punto che ha insistito per andare nel backstage al fine di conoscere meglio gli attori. Dragone, regista di tale spettacolo, venne a sapere di questa idea di Céline, e alcune settimane dopo, gli scrisse una lettera offrendogli la sua collaborazione. Angelil chiamò Dragone e abbozzarono le linee principali dello spettacolo.
Céline inizialmente intendeva chiamare lo show 'Muse', ma la banda omonima aveva già registrato il marchio per il suo Tour. La Dion offrì $50,000 per i diritti, ma la band declinò l'offerta,  spiegando che non volevano che la gente pensasse che erano degli attori del ritorno di Céline Dion.
L'arena The Colosseum venne costruita usando delle tecniche di costruzione veloce, che permisero di completare l'opera in circa 140 giorni. Il palcoscenico è stato designato con un angolo di 5.7 gradi rispetto all'auditorium, per ottimizzare al massimo la qualità degli effetti sonori nel teatro circolare. Questa scelta è stata estremamente dura per i ballerini, che subiranno diversi infortuni durante lo show, alcuni anche di media entità e che costringeranno diversi elementi ad abbandonare lo spettacolo per infortunio.
Il piano originale per il retro del palcoscenico era di usare un proiettore gigante, ma il designer dell'illuminazione, Yves Aucoin, obiettò sostenendo che questa scelta avrebbe creato delle ombre inaccettabili quando i ballerini gli avrebbero danzato davanti. Angelil decise quindi di andare da Phil Anschutz, che con AEG Live sottoscriveva la produzione, e lo persuase a contribuire con un extra di 10 milioni di dollari per la costruzione di uno dei più grandi schermi LED, per interno, esistenti al mondo.

## Lista Canzoni
1. "A New Day Has Come"
2. "The Power of Love"
3. "It's All Coming Back to Me Now"
4. "Because You Loved Me"
5. "To Love You More"
6. "I'm Alive"
7. "I Drove All Night"
8. "Seduces Me"
9. "If I Could"
10. "Pour que tu m'aimes encore"
11. "I Surrender"
12. "Ammore Annascunnuto"
13. "All the Way" (duet with Frank Sinatra)
14. "I've Got the World on a String"
15. "I Wish"
16. "Love Can Move Mountains"
17. "River Deep, Mountain High
18. " Unable to stay Unable to live (interlude)"
19. "My Heart Will Go On"

### Band

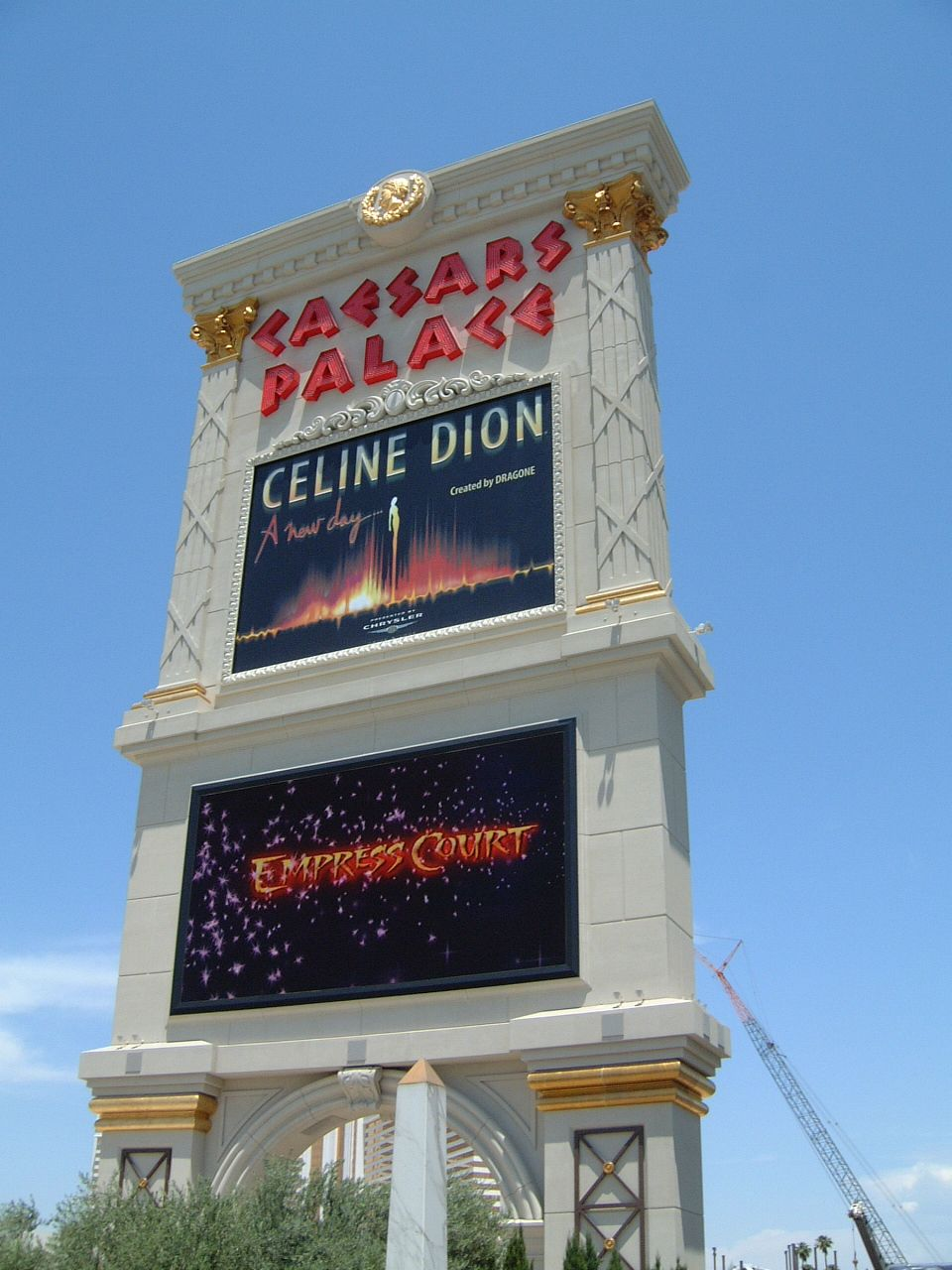
Il Caesars Palace durante lo spettacolo di Céline Dion.